# Vente en viager d'un bien immobilier en France
Le viager est une forme de vente immobilière : une personne généralement âgée vend sa maison en contrepartie d'une rente viagère, en conservant, éventuellement, le droit d'y rester vivre. Le vendeur, aussi appelé crédirentier, bénéficie dans ce cas d'un droit d'usufruit (« usus » et « fructus », le droit d'en user et le droit d'en percevoir les fruits - loyers par exemple) ou d'un simple droit d'usage et d'habitation d'un bien appartenant à autrui. Ces deux dernières notions ont des effets juridiques distincts sur lesquels le vendeur comme l'acquéreur doivent rester attentifs.
Le bien peut être également vendu en viager libre de toute jouissance ou d'occupation.
L'acheteur, aussi appelé débirentier, paie le bien sous la forme d'une rente viagère (rente garantie à vie), une somme annuelle, trimestrielle ou mensuelle versée au vendeur tant que celui-ci est vivant. Le contrat peut prévoir le versement d'un capital initial, appelé le bouquet. Dans ce cas, le calcul de la rente en tient compte. L'équilibre entre bouquet et rente reste librement négociable entre le vendeur et l'acquéreur. La rente doit être indexée à un indice de référence.
Le contrat est rédigé par un notaire. Le bien devient la propriété de l'acheteur dès la signature de l'acte. Si le logement est occupé par le vendeur, celui-ci en conserve la jouissance jusqu'à son décès. Dans ce cas, le montant du prix tient compte d'un abattement pour l'usufruit et l'occupation.

## Pour le vendeur

### Intérêt du viager
Pour le vendeur, le viager est une formule qui lui permet de s'assurer d'un revenu régulier jusqu'à la fin de ses jours. S'il conservait la propriété de son bien, il ne pourrait pas profiter du capital qu'il détient et celui-ci reviendrait à ses héritiers. C'est une formule bien adaptée pour les personnes qui n'ont pas d'héritiers, mais peut être intéressante dans certains cas : le vendeur fait don du « bouquet » à son ou ses enfants qui en profitent immédiatement et la rente apporte un revenu permettant d'échapper à la dépendance. De plus, vendre en viager peut régler la question de la succession et s'il n'y a pas d'autres biens immobiliers d'éviter le recours à un notaire pour la succession, qui n'est alors pas obligatoire.
Pour que cette ressource ne soit pas érodée au fil du temps, il faut que la rente soit indexée, en général à l'aide d'un indice INSEE sur la consommation des ménages.

### Les risques
Pour l'acheteur (débirentier), le viager comporte essentiellement 3 risques :
- Le risque de longévité : il s'agit du principal risque du viager car l'acheteur devra verser une rente cumulée élevée. En effet, si le vendeur vit bien plus longtemps que l'espérance de vie retenue pour faire les calculs viagers, l'acheteur n'aura pas fait une bonne affaire. Dans un exemple extrême, André-François Raffray, alors âgé de 47 ans et notaire, achète en 1965 l'appartement de Jeanne Calment alors âgée de 90 ans. Il accepte de lui payer mensuellement la somme de 2 500 francs. Il le fera jusqu'à sa mort en 1995, à l'âge de 77 ans ; sa femme continuera ensuite de payer, jusqu'à la mort de Jeanne Calment, doyenne de l'Humanité, en 1997 à l'âge de 122 ans et 7 mois. Au total, les époux Raffray auront versé plus de deux fois le prix de l'appartement.
- L'évolution du prix de l'immobilier : un investissement en viager reste très sensible à l'évolution du prix de l'immobilier. Si on désire occuper le logement soi-même[2] ou le louer, ce paramètre est moins important. En revanche, s'il s'agit d'un investissement à moyen terme 10 - 15 ans et que l'objectif est de revendre le bien avec une plus-value, il convient de cibler les zones géographiques où le prix de l'immobilier augmentera.
- La fixation du prix de vente : Le prix de la vente est librement fixé entre l'investisseur (le débirentier) et le vendeur (le crédirentier). Lors de la fixation du prix de vente, il faut être vigilant à ne pas surpayer le bien immobilier, même si le paiement est fait sous forme de rente viagère.

Dans le cadre d'une vente en viager à un commerçant, un artisan ou en profession libérale et que celui-ci soit mis en faillite, le code du commerce (Article L.621-40) qui régit la liquidation du bien s'applique et la clause « Clause Résolutoire » contenue dans l'acte, unique protection juridique, devient alors inapplicable face au mandataire-liquidateur. De même si le débirentier est reconnu en état de surendettement.

## Pour l'acheteur
Pour l'acheteur, c'est un moyen d'échelonner la dépense d'acquisition d'un bien immobilier. En outre, l'acheteur fait un pari sur la longévité du vendeur. Ce pari peut être gagnant ou perdant.
Parmi les acheteurs célèbres :
- Charles de Gaulle a acquis en viager sa propriété de La Boisserie[4] ;
- Valéry Giscard d'Estaing  a acquis en viager le château de sa tante[5] ;
- François Hollande et Ségolène Royal ont acquis une villa à Mougins en viager[6].

## Histoire du viager
Le concept de viager est extrêmement ancien et le viager existait déjà sous les empires babylonien, égyptien et romain.[réf. nécessaire]
Voici les grandes dates du viager en France :
- 876 : Charles II introduit le viager.
- 1657 : Première table de mortalité réalisée par Christian Huygens. Premier calcul arbitraire de rentes viagères effectué par Jean Witt.
- 1661 : Édit royal limitant la vente en viager aux biens entre particuliers.
- 1662 : Charles IV de Lorraine vend son duché à Louis XIV contre une rente viagère de 200 000 écus.
- 1787 : Création de la Compagnie Royale d’Assurance.
- 1804 : Entrée en application du Code Civil légiférant le viager (articles 1968 à 1983).
- 1815 : L’Impératrice Marie Louise, épouse de Napoléon, devient à la suite du Congrès de Vienne Duchesse de Parme à titre viager.
- 1841 : Le Sultan Andrian Souli de Mayotte vend en viager l’Ile de Mayotte[8] contre une rente de 1 000 piastres.

## Glossaire
- Le débirentier est la personne qui doit payer la rente viagère.
- Le crédirentier est le bénéficiaire de la rente viagère.
- Le bouquet est la somme reçue au comptant le jour de la vente d'un bien en viager.
- Le droit d'usage et d'habitation (DUH) est le droit que conserve le crédirentier de rester vivre chez lui. Ce droit est un droit personnel et non cessible.

## Filmographie
Cette forme de vente immobilière a donné lieu à un film comique français : Le Viager de Pierre Tchernia et la comédie My Old Lady.
Le film américain Un duplex pour trois de Danny DeVito s'est inspiré de l'affaire de Jeanne Calment.